# Sarcopyramis bodinieri
Sarcopyramis bodinieri là một loài thực vật có hoa trong họ Mua. Loài này được H. Lév. & Vaniot miêu tả khoa học đầu tiên năm 1906.